# 龙合镇
龙合乡，是中华人民共和国广西壮族自治区百色市那坡县下辖的一个乡镇级行政单位。

## 行政区划
龙合乡下辖以下地区：
龙合村、忠合村、两合村、智合村、信合村、德合村、果力村、仁合村、马元村、共合村、果桃村、定业村、明浪村、宋平村、德灵村、弄怀村、品端村、桂合村和惠布村。